# Simona Luftová
Simona Luftová, rozená Petráňová, (* 5. března 1973 Příbram) je česká učitelka, manažerka mezinárodních vzdělávacích projektů a politička, v letech 2020 až 2024 zastupitelka Středočeského kraje, od roku 2022 zastupitelka města Příbram, členka Pirátů.

## Život
V dětství její rodina emigrovala do Rakouska a po ročním pobytu se přestěhovala do Jihoafrické republiky. Po návratu do vlasti v roce 1992 začala studovat Filozofickou fakultu UK, odkud posléze přestoupila na Fakultu sociálních věd, obor politologie, kde získala titul magistr. Pracuje jako středoškolská učitelka na Obchodní akademii v Příbrami.
V roce 2020 iniciovala petici na podporu středočeské záchranářky Veroniky Brožové, která upozornila na nedostatek ochranných pomůcek u záchranné služby, což vyústilo v podání trestního oznámení na záchranářku tehdejší středočeskou hejtmankou Jaroslavou Pokornou Jermanovou.

## Politické působení

### Komunální politika
Simona Luftová kandidovala v komunálních volbách 2018 do Zastupitelstva města Příbram na třetím místě kandidátky České pirátské strany. Kandidátka získala 5,55 % platných hlasů, získala pouze jeden mandát, a Luftová se tak zastupitelkou nestala.
V komunálních volbách v roce 2022 kandidovala do zastupitelstva Příbrami z pozice lídryně kandidátky České pirátské strany. Mandát zastupitelky města se jí podařilo získat.

### Senátní volby 2020
Simona Luftová kandidovala za Českou pirátskou stranu v senátních volbách 2020 v senátním obvodu č. 18 – Příbram. Získala 6 763 hlasů, což odpovídalo 15,41 %; umístila se tedy na 4. místě a nepostoupila do druhého kola.

### Krajské zastupitelstvo
Simona Luftová kandidovala v krajských volbách 2020 do Zastupitelstva Středočeského kraje na třetím místě kandidátky České pirátské strany. Kandidátka získala 14,41 % hlasů (tedy 12 mandátů), a Luftová se tak stala krajskou zastupitelkou. Mandát jí zanikl po krajských volbách v roce 2024, protože se Piráti do středočeského zastupitelstva znovu nedostali.

### Sněmovní volby 2025
Ve sněmovních volbách v roce 2025 kandiduje ze 4. místa kandidátní listiny Pirátů ve Středočeském kraji.